# Programmdirektor

## Rundfunk
Ein Programmdirektor ist der verantwortliche Leiter des gesamten Redaktionsbereiches einer öffentlich-rechtlichen Rundfunkanstalt oder eines kommerziellen Hörfunk- oder Fernseh-Senders.
Während im Printmedienbereich, also bei der Presse, der Chefredakteur den gesamten Redaktionsbereich leitet, ist es beim Rundfunk der Programmdirektor, nach seiner jeweiligen Aufgabenstellung vielfach auch Hörfunkdirektor oder Fernsehdirektor genannt; in der Reichsrundfunkkammer zur Zeit des Nationalsozialismus lautete die Bezeichnung ab 1933 Reichssendeleiter. Diesen Direktoren können die Chefredakteure untergeordnet oder auch gleichgestellt sein. Weitere Mischformen haben sich je nach Größe und Aufgabenstellung der Rundfunksender in Deutschland herausgebildet.
Im kommerziellen Rundfunk kommt dem Programmdirektor noch größere Bedeutung zu, da er maßgeblich über den wirtschaftlichen Erfolg der Sender entscheidet. Im sogenannten Privatfernsehen waren bzw. sind die wichtigsten Programmdirektoren oft auch Geschäftsführer des Senders wie Helmut Thoma oder Anke Schäferkordt bei RTL oder Fred Kogel bei SAT.1.

## Hochschulen
Im Hochschulbereich ist ein Programmdirektor für einen oder mehrere Studienprogramme verantwortlich und führt diese ähnlich wie ein Produktmanager in einem Unternehmen. Während in angelsächsischen Ländern diese Funktion bei vielen Hochschulen anzutreffen ist, gibt es Programmdirektoren in Deutschland vor allem an privaten Hochschulen, insbesondere Business Schools. Beispielsweise haben die Frankfurt School of Finance & Management, die WHU und die Zeppelin Universität Programmdirektoren.